# Una chica vuelve a casa sola de noche
Una chica vuelve a casa sola de noche (en inglés, A Girl Walks Home Alone at Night; en persa, دختری در شب تنها به خانه می‌رود Dokhtari dar šab tanhâ be xâne miravad) es una película estadounidense de 2014 calificada como wéstern de terror. Está dirigida por Ana Lily Amirpour y protagonizada por Sheila Vand. 

## Argumento
La película está ambientada en la ciudad fantasma iraní de Bad City y cuenta las andanzas de una joven vampiresa.